# Deutz-Allis
Deutz-Allis war ein Tochterunternehmen der Klöckner-Humboldt-Deutz AG in Nordamerika. Der Firmensitz befand sich in West Allis.

## Geschichte
1985 übernahm KHD die in finanzielle Schwierigkeiten geratene Agriculture-Division (englisch; etwa: Geschäftsbereich Landwirtschaft) des amerikanischen Traktorenhersteller Allis-Chalmers.
Ab 1986 wurden verschiedene Modelle auf Basis des Deutz-Fahr DX vorgestellt. Diese waren nicht mehr wie die bisherigen Fahrzeuge der Marke Allis-Chalmers in Orange, sondern im Hellgrün der Deutz-Fahr-Traktoren lackiert.
1989 wurde die speziell für den amerikanischen Markt neu entwickelte Baureihe 9100 vorgestellt, die mit Motoren bestückt war, die auf Deutz-Motoren basierten.
Im Mai 1990 verkaufte KHD nach fünf verlustreichen Jahren sein Tochterunternehmen durch einen Management-Buy-out rückwirkend zum 31. Dezember 1989 wieder. Daraus ging dann die Allis-Gleaner Corporation hervor.

## Deutz-Allis in Südamerika
Die Marke Deutz-Allis wurde zwischen 1997 und 2001 anstelle von Deutz-Fahr verwendet da die lokalen Deutz-Betriebe 1996 von AGCO gekauft wurden.
Einige der unter der Marke Deutz-Allis in Argentinien hergestellten Modelle waren: Deutz-Allis 5.220, Deutz-Allis 5.190, Deutz-Allis 5.170, Deutz-Allis 5.125 L und Deutz-Allis 5.100.